# CD27
CD27, anche noto come recettore del fattore di necrosi tumorale 7, è una proteina recettoriale che, nell'essere umano, è codificata dal gene TNFRSF7 e fa parte della superfamiglia dei recettori del fattore di necrosi tumorale.

## Funzione
Tale recettore è necessario per la generazione e il mantenimento a lungo termine dell'immunità mediata da linfociti T. Lega CD70 e gioca un ruolo chiave nella regolazione dell'attivazione dei linfociti B e nella sintesi delle immunoglobuline, trasducendo un segnale che porta all'attivazione di NF-κB e JNK. Lega inoltre TRAF2, TRAF3 e TRAF5, proteine adattatrici anch'esse coinvolte nei meccanismi di trasduzione. Lega infine SIVA1, una molecola coinvolta nell'attivazione della morte cellulare programmata.